# K-Strophanthidin
k-Strophanthidin, auch Strophanthidin, ist ein Steroid aus der Gruppe der Cardenolide und ist das Aglykon einiger Herzglykoside:
- k-Strophanthin-α, auch h-Strophanthin, Cymarin, Strophanthidin-D-cymarosid
- k-Strophanthin-β[3], auch k-Strophanthin, Strophosid, Strophanthidin-glucocymarosid
- k-Strophanthin-γ[4], auch k-Strophanthosid, Strophanthidin-diglucocymarosid

- Convallatoxin, auch Strophanthidin-L-rhamnosid
- Convallosid, auch Strophanthidin-glucorhamnosid

k-Strophanthidin ist enthalten im
- Maiglöckchen-Kraut (Convallariae herba) als Convallatoxin, Convallosid
- Samen des Strophanthus kombe (Strophanthi kombe semen) als k-Strophanthin-α, k-Strophanthin-β und k-Strophanthin-γ
- Adonis-Kraut (Adonidis herba) als k-Strophanthin-α